# The Single Sin
Pour plus de détails, voir Fiche technique et Distribution.
The Single Sin est un film américain réalisé par William Nigh, sorti en 1931.

## Synopsis
Kate Adams, une actrice ratée, travaille pour le contrebandier Frank Bowman. Il est tellement furieux que Kate lui préfère Joe Strickland, un ivrogne, qu'il tire sur Joe. En enquêtant sur la fusillade, la police découvre l'opération de contrebande et Kate et Bowman sont envoyés en prison. Trois mois plus tard, Kate est libérée. Pour fêter cela, elle et Joe se soûlent. En sortant de la fête, elle annonce son intention d'aller dans le droit chemin. 
Elle est employée comme secrétaire par le millionnaire Roger Van Dorn, qui l'épouse finalement. Peu après leur retour de lune de miel, Bowman est libéré de prison. Déterminé à se venger de Kate, qu'il tient pour responsable de son incarcération, il pose sa candidature pour un emploi de chauffeur chez les Van Dorn, puis la fait chanter. Inspiré par l'exemple de Kate, Joe arrête de boire lui aussi, se marie et démarre une entreprise de construction de yachts. Lui et Kate se retrouvent quand Roger lui achète un bateau. Elle raconte ses problèmes à Joe, qui lui conseille d'avouer, mais elle a peur que son mari ne lui pardonne jamais. Enfin, Bowman exige que Kate retourne faire du trafic d'alcool avec lui. Elle refuse, mais avant que Bowman puisse révéler son secret, Slug, l'assistant et vieil ami de Joe, l'oblige à quitter la route et il meurt dans l'accident.

## Fiche technique
- Titre original : The Single Sin
- Réalisation : William Nigh
- Scénario : Frances Hyland, d'après une histoire de A.P. Younger
- Photographie : Max Dupont
- Montage : Charles Harris
- Production : Phil Goldstone
- Société de production : Tiffany Productions
- Société de distribution : Tiffany Productions
- Pays de production :  États-Unis
- Langue originale : anglais
- Format : Noir et blanc  — 35 mm — 1,20:1 — son mono
- Genre : drame
- Durée : 73 minutes
- Dates de sortie : États-Unis : 23 février 1931

## Distribution
- Kay Johnson : Kate Adams
- Bert Lytell : Joe Strickland
- Paul Hurst : Slug
- Matthew Betz : Frank Bowman
- Holmes Herbert : Roger Van Dorn